# Альтбурга Ольденбургская
Альтбурга Ольденбургская (нем. Altburg von Oldenburg), полное имя Альтбурга Мария Матильда Ольга (нем. Altburg Marie Mathilde von Oldenburg ; 19 мая 1903, Ольденбург, великое герцогство Ольденбург — 16 июня 2001, Бад-Арользен, ФРГ) — немецкая принцесса из дома Гольштейн-Готторпов, урождённая герцогиня Ольденбургская; в замужестве — наследная принцесса Вальдек-Пирмонтская.

## Биография
Принцесса Альтбурга родилась в Ольденбурге 19 мая 1903 года. Она была дочерью Фридриха Августа II, великого князя Ольденбургского и его второй жены, герцогини Елизаветы Александрины Мекленбург-Шверинской.
В 1914 году принцесса Альтбурга и её сестра, принцесса Ингеборг едва не были убиты, когда ехали в автомобиле. В них стреляли, но пуля пролетела мимо. Личность стрелявшего установить не удалось. Предположили, что это была шальная пуля от случайного выстрела. В 1918 году, родители принцессы утратили владетельный статус.

### Брак  и потомство
25 августа 1922 года принцесса Альтбурга сочеталась браком с Иосиией, наследным принцем Вальдека и Пирмонта. Он был старшим сыном князя Фридриха Вальдек-Пирмонтского и принцессы Батильды Шаумбург-Липпской. Как и её родители, родители мужа утратили владетельный статус в конце Первой мировой войны . В браке родились пятеро детей:
- принцесса Маргарита Вальдек-Пирмонтская (22.05.1923 — 21.08.2003) в 1972 году сочеталась браком с графом Францем Августом цу Эрбах-Эрбах (род. 1925), брак распался в 1979 году;
- принцесса Александра Вальдек-Пирмонтская (25.09.1924 — 04.09.2009), в 1949 году сочеталась браком с князем Бото фон Бентхайм унд Штайнфуртом (1924 — 2001);
- принцесса Ингрид Вальдек-Пирмонтская (род. 2.09.1931);
- принц Виттекинд Вальдек-Пирмонтский (9.03.1936 — 16.12.2024), князь Вальдека и Пирмонта, в 1988 году сочетался браком с графиней Цецилией фон Гесс-Заурау (род. 1956), трое сыновей;
- принцесса Гуда Вальдек-Пирмонтская (род. 22.08.1939) сочеталась первым браком в 1958 году с князем Фридрихом Вильгельмом фон Видом (1931 — 2001), брак распался в 1972 году; сочеталась вторым браком в 1988 году с Хорстом Диркесом (род. 1939).

### Титулы
С 19 мая 1903 по 25 августа 1922 года носила титул Её Высочества, герцогиня Альтбурги Ольденбургской. После замужества, с 25 августа 1922 по 16 июня 2001 года титуловалась, как Её Высочество, наследная принцесса Вальдека и Пирмонта, а с 26 мая 1946 по 30 ноября 1967 года, как Её Высочество, принцесса Вальдека и Пирмонта.